# Артем'єв Едуард Миколайович
Едуард Миколайович Артем'єв (рос. Эдуард Николаевич Артемьев; * 30 листопада 1937, Новосибірськ, РРФСР — 29 грудня 2022) — радянський та російський композитор. Народний артист Російської Федерації (1999). Лауреат Державної премії РРФСР ім. братів Васильєвих (1988), лауреат чотирьох Державних премій Російської Федерації (1993, 1995, 1999, 2017) та премії «Золота маска» (2017). Герой Праці Російської Федерації (2022).
Класик радянської та російської електронної музики; відомий, зокрема, як автор музики до фільмів Андрія Тарковського, Микити Міхалкова і Андрія Кончаловського.

## Життя і творчість
В 1960 році закінчив теоретико-композиторський факультет Московської консерваторії по класу Ю. О. Шапоріна і М. М. Сидельникова. В 1961-63 роках працював у науково-дослідному інституті в лабораторії дослідження звуку у Є. Мурзіна, винахідника електронного інструменту АНС.
Твори 1960-х — почала 1970-х років належать естетиці авангарду. У цей період їм написані твори великих форм: ораторія на вірші О. Твардовського «Я убит подо Ржевом» (1960, дипломна робота), симфонічна сюїта «Хороводи» (1960), сюїта для жіночого хору й оркестру «Лубки» (1962), кантата «Вільні пісні» (на тексти з народної поезії, 1967), одночастинний концерт для альта (1961), музика до пантоміми «За мертвими душами» (1966). В ці ж роки написані невеликі п'єси для синтезатору АНС — «У космосі», «Зоряний ноктюрн» (1961), «Етюд» (1964). У цих творах Артем'євим знайдені електронні сонорні звучності, колористичні фони, що дають просторовий ефект.
Перша велика робота Артем'єва в області електронної музики — «Мозаїка» (1967) стала етапним твором в творчості композитора. Написана в сонористичній техніці, ця робота отримала визнання на фестивалях сучасної музики у Флоренції (1968), Венеції (1969), Оранже (1970) та інших містах.
З кінця 1960-х років Артем'єв плідно працює в кінематографі. Важливу роль у творчому житті композитора зіграла зустріч із Андрієм Тарковським. Артем'єв взяв участь у трьох фільмах Тарковського: «Соляріс» (1972), «Дзеркало» (1975) і «Сталкер» (1980).
В середині 1970-х композитор виявляє підвищену цікавість до рок-культури, у якій його захоплювала в першу чергу нова «естетика» звуку, що припускає яскраву, відкриту емоційність, підвищений експресивний тонус висловлення, його «спрямованість на слухача», демократизм музичної мови. Головною якістю його музики стає можливість будь-яких поєднань — жанрових, стилістичних, «технічних», відкритість різним музичним традиціям. Яскравим прикладом цьому служить кантата «Ода доброму віснику» (1980) на вірші П'єра де Кубертена для декількох хорів, синтезаторів, рок-групи й симфонічного оркестру, написана для урочистого відкриття Олімпійських ігор 1980 року у Москві.

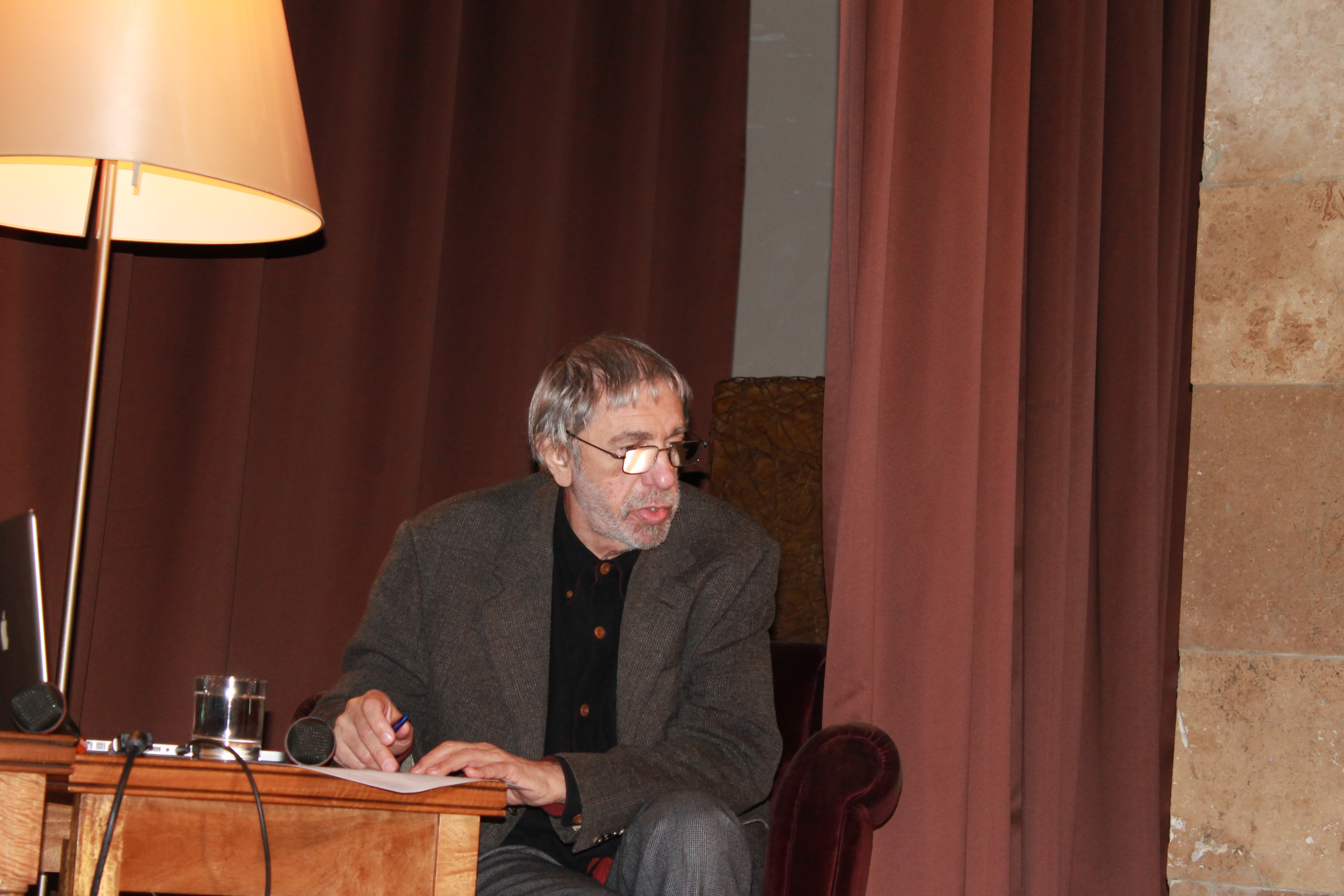
Едуард Артем'єв, Київ 7 лютого 2013 на зустрічі в домі освіти і культури «Майстер клас»

У 1979 році Артем'єв створив музику до фільму Юрія Іллєнка «Смужка нескошених диких квітів», куди увійшла пісня на вірші Дмитра Павличка «Не зловите мене». Також, автор музики до низки українських та російсько-українських кінострічок.
У 2000 році завершив роботу над оперою «Раскольников» за романом Ф. Достоєвського «Злочин і покарання» (лібрето А. Кончаловського, М. Розовського, Ю. Ряшенцева), початої їм ще в 1977 році. Задумуючи свій твір у жанрі рок-опери, композитор поступово прийшов до полістилістики, поряд з рок-групою використовуючи симфонічний оркестр, російські народні інструменти та електронні засоби.
Викладач Московської консерваторії.
Роботи Артем'єва видані, зокрема, на CD лейблом «ElectroShock Records», заснованим у другій половині 1990-х років його сином, Артемієм Артем'євим.
У 2016 році відвідав окупований Крим для участі у т.зв. «Міжнародному кінофестивалі «Євразійський міст». У травні 2019 року незаконно відвідував тимчасово окупований росіянами Донецьк. Фігурант бази даних центру «Миротворець».
Жив і працював в Москві.

### Родина
- Батько Артемія Артем'єва — музиканта і власника лейбла «Электрошок Рекордз».

## Нагороди та звання
- Народний артист Росії (1999)
- Заслужений діяч мистецтв РРФСР (1985)
- Державна премія в області літератури й мистецтва (4): (1988, 1993, 1995, 1999) за художні кінофільми «Кур'єр», «Урга — територія кохання», «Стомлені сонцем» й «Сибірський цирульник»
- кінопремія Ніка (2): (1995, 2000) за музику до кінофільмів «Ліміта» й «Мама»
- премія «Мистецтво об'єднання Людини й інформації» у номінації «Мистецтво» (2000)
- премія «Святий Георгій» XXIII Московського міжнародного кінофестивалю «За видатний внесок у світовий кінематограф» (2001)
- член Спілки композиторів РФ
- член Спілки кінематографістів РФ
- засновник і президент «Російської асоціації електроакустичної музики»
- член виконавчого комітету Інтернаціональної конфедерації електроакустичної музики ICEM при ЮНЕСКО

## Фільмографія
Автор музики до кінофільмів і серіалів:
- «Мрії назустріч» (1963, Одеська кіностудія)
- «Арена» (1967)
- «Лікар Віра» (1967)
- «Машенька Біленька» (1967, фільм-спектакль)
- «Урок літератури» (1968, реж. О. Корєнєв)
- «Клубок» (1968, мультфільм)
- «Не в капелюсі щастя» (1968, мультфільм)
- «Великі холоди» (1969, мультфільм)
- «Жадібний Кузя» (1969, мультфільм)
- «Зустріч біля старої мечеті» (1969)
- «Щовечора об одинадцятій» (1969)
- «Дивовижний хлопчик» (1970)
- «Казка про живий час» (1970, мультфільм)
- «Солдат та відьма» (1970, фільм-спектакль)
- «Спокійний день наприкінці війни» (1970, реж. М. Михалков)
- «Дивний характер» (1970)
- «Легенда в'язниці Павіак» (1970)
- «Голод» (1971, реж. С. Хамідов)
- «Позолочені лоби» (1971, мультфільм)
- «Вітерець» (1972, мультфільм)
- «Соляріс» (1972, реж. А. Тарковський)
- «Таємниця забутої переправи» (1973)
- «Мовчання доктора Івенса» (1973)
- «Птахи над містом» (1974)
- «Дзеркало» (1974, реж. А. Тарковський)
- «Свій серед чужих, чужий серед своїх» (1974, реж. М. Михалков)
- «Ваші права?» (1974)
- «Чисто англійське вбивство» (1974, реж. С. Самсонов)
- «Селянський син» (1975)
- «Намалювати початок» (1975, мультфільм)
- «Страх висоти» (1975)
- «Приймаю на себе» (1975)
- «Раба любові» (1975, реж. М. Михалков)
- «Зник і знайшовся» (1976)
- «Середина життя» (1976)
- «Сім викрадених наречених» (1976)
- «Шалене золото» (1976)
- «Жива вода» (1977, мультфільм)
- «Нісенітниця» (1977, реж. М. Іллєнко, Кіностудія імені Олександра Довженка)
- «Незакінчена п'єса для механічного піаніно» (1977, реж. М. Михалков)
- «Сибіріада» (1978, реж. А. Кончаловський)
- «Шукай вітру...» (1978)
- «Торгівка і поет» (1978)
- «П'ять вечорів» (1978, реж. М. Михалков)
- «Територія» (1978)
- «Здрастуй, річко» (1978)
- «Ліс, у який ти ніколи не увійдеш» (1978)
- «Літачок» (1978, мультфільм)
- «Легенди перуанських індіанців»  (1978, мультфільм)
- «Стратегія ризику» (1978, реж. О. Прошкін)
- «Смужка нескошених диких квітів» (1979, реж. Ю. Іллєнко, Кіностудія імені Олександра Довженка)
- «Сищик» (1979)
- «Охоронець» (1979)
- «Баба-яга проти!» (1979, мультфільм)
- «Дівчинка і дельфін» (1979, мультфільм)
- «Інспектор Гулл» (1979, реж. О. Прошкін)
- «Кілька днів із життя І. І. Обломова» (1979, реж. М. Михалков)
- «Мільйони Ферфакса» (1980, М. Ільїнський, Кіностудія імені Олександра Довженка)
- «Таємниця Едвіна Друда» (1980)
- «Приватна особа» (1980, реж. О. Прошкін)
- «Розслідування» (1980)
- «Кожен третій» (1980)
- «Ніч народження» (1980, мультфільм)
- «Школа» (1980, т/ф, реж. М. Іллєнко, Одеська кіностудія)
- «Три роки» (1980, реж. Д. Долінін, С. Любшин)
- «Полювання на лисиць» (1980, реж. В. Абдрашитов)
- «Олександр Маленький» (1981)
- «Коли йдуть кити» (1981)
- «Розмовляючі руки Траванкора» (1981, мультфільм)
- «Сонечко» (1981, мультфільм)
- «Недобра Ладо» (1981, мультфільм)
- «Равлик» (1981, мультфільм)
- «Було у батька три сини» (1981)
- «Небезпечний вік» (1981, реж. О. Прошкін)
- «Рідня» (1981, реж. М. Михалков)
- «Сто радощів, або Книга великих відкриттів» (1981, реж. Я. Лупій, Одеська кіностудія)
- «Білий шаман» (1982)
- «Закон племені»  (1982, мультфільм)
- «Зупинився поїзд» (1982, реж. В. Абдрашитов)
- «Захоплення» (1982)
- «Побачення з молодістю» (1982)
- «Юність генія» (1982)
- «У талому снігу дзвін струмка» (1982)
- «Миргород та його мешканці» (1983, реж. М. Іллєнко, Кіностудія імені Олександра Довженка)
- «До своїх!..» (1983)
- «Без свідків» (1983, реж. М. Михалков)
- «Місячна веселка» (1983)
- «Повернення з орбіти» (1983, реж. О. Сурин, Кіностудія імені Олександра Довженка)
- «Гори, гори ясно...» (1983)
- «Спекотне літо в Кабулі» (1983)
- «Месьє Ленуар, який...» (1983)
- «Перша кінна» (1984)
- «Кругообіг» (1984, реж. Д. Худойназаров)
- «Чи то птах, чи звір» (1984, мультфільм)
- «Людина-невидимка» (1984)
- «ТАРС уповноважений заявити...» (1984)
- «Загадка сфінкса» (1985, мультфільм)
- «Корабель прибульців» (1985)
- «Прощавай, зеленю літа...» (1985)
- «Чужий дзвінок» (1985, Кіностудія імені Олександра Довженка)
- «Сім стихій» (1985)
- «Секунда на подвиг» (1985, реж. Е. Уразбаєв, Ом Гіль Сон)
- «Прийдешньому віку» (1985)
- «Кожен мисливець бажає знати...» (1985, реж. М. Іллєнко, Кіностудія імені Олександра Довженка)
- «Співучасть у вбивстві» (1985)
- «Остання інспекція» (1985)
- «Дивна історія доктора Джекіла і містера Хайда» (1985)
- «Земля мого дитинства» (1986)
- «Двоє на острові сліз» (1986)
- «Без терміну давності» (1986)
- «Людина на мотоциклі» (1986)
- «Замах на ГОЕЛРО» (1986)
- «Ара, бара, пух!» (1986, мультфільм)
- «Ми веселі, щасливі, талановиті!» (1986)
- «Скарга» (1986, реж. Т. Золоєв, Одеська кіностудія)
- «Кур'єр» (1986, реж К. Шахназаров)
- «Кінець Вічності» (1987)
- «Гобсек» (1987)
- «Візит до Мінотавра» (1987, т/с, реж. Е. Уразбаєв)
- «Місто Зеро» (1988, реж К. Шахназаров)
- «Державний кордон. Солоний вітер» (1988)
- «Воля Всесвіту» (1988)
- «Ці... три вірні карти...» (1988)
- «Перед світанком» (1989)
- «Вхід до лабіринту» (1989)
- «І повториться все...» (1989)
- «Гомер і Едді» (1989, реж. А. Кончаловський, США)
- «Міко — син Павлової» (1989, мультфільм)
- «Нечиста сила» (1989)
- «Кат» (1990)
- «Автостоп» (1990, реж. М. Михалков)
- «Урга — територія кохання» (1991, реж. М. Михалков)
- «Геній» (1991)
- «Штемп» (1991)
- «Підводні берети» (1991, мультфільм)
- «Ближнє коло» (1991, реж. А. Кончаловський, США—СРСР—Італія)
- «Пригоди Чичикова» (1992)
- «Гріх. Історія пристрасті» (1993)
- «Анна: від 6 до 18» (1993, док. фільм, реж. М. Михалков)
- «Стомлені сонцем» (1994, реж. М. Михалков)
- «Ліміта» (1994, реж. Д. Євстигнєєв)
- «Батьківський день» (1996, док. фільм)
- «Одіссея» (1997, реж. А. Кончаловський, США—Велика Британія—Німеччина та ін.)
- «Війну закінчено. Забудьте...» (1997, реж. В. Харченко)
- «Сибірський цирульник» (1998, реж. М. Михалков)
- «Мама» (1999, у співавт.; реж. Д. Євстигнєєв)
- «Форсаж» (2001, док. фільм)
- «Втеча з Гулагу» (2001, реж. Харді Мартінс)
- «Дім дурнів» (2002, реж. А. Кончаловський)
- «Спадкоємець» (2002)
- «Кабала святош» (2003, фільм-спектакль, реж. А. Шапіро)
- «Мама» (2003, док. фільм, реж. М. Михалков)
- «Батько» (2004, док. фільм, реж. М. Михалков)
- «Водій для Віри» (2004, реж. П. Чухрай, Росія—Україна)
- «Багатство» (2004, реж. Е. Уразбаєв)
- «Доктор Живаго» (2005, т/с, реж. О. Прошкін)
- «Очами вовка» (2005)
- «12» (2007, реж. М. Михалков)
- «Чайка» (фільм-спектакль, реж. А. Кончаловський)
- «Глянець» (2007, реж. А. Кончаловський, Росія—Франція)
- «Ніхто крім нас..» (2008, реж. С. Говорухін)
- «Таємниці любові» (2009, док. фільм)
- «Якраки» (2009)
- «Стрибок Афаліни» (2009, Казахстан)
- «Стомлені Сонцем 2: Передстояння» (2010, реж. М. Михалков)
- «Лускунчик і Щурячий Король» (2010, реж. А. Кончаловський, Велика Британія—Угорщина)
- «Тихий океан» (2010, док. фільм)
- «Дядя Ваня» (2010, фільм-спектакль, реж. А. Кончаловський)
- «Око за око» (2010, реж. Г. Полока)
- «Тиха застава» (2011)
- «Дім» (2011, реж. О. Погодін)
- «Спокута» (2011, реж. О. Прошкін)
- «Москва 2017» (2012, реж. Jamie Bradshaw)
- «Столипін, постріл в Росію, XX століття» (2012, док. фільм)
- «Легенда №17» (2013, реж. М. Лебєдєв)
- «Сонячний удар» (2014, реж. М. Михалков)
- «Білі ночі листоноші Олексія Тряпіцина» (2014, реж. А. Кончаловський)
- «Герой» (2016)
- «Генезис 2.0» (2018, док. фільм, Китай—Росія—США—Швейцарія—Південна Корея)
- «Гріх — лють Мікеланджело» (2019, реж. А. Кончаловський, Росія—Італія)
- «Ржев» (2020, док. фільм)
- «Грозний» (2020, т/с, у співавт.)
- та інші...